# Nosotros (revista)
Nosotros fue una revista cultural argentina publicada entre 1907 y 1943. Sus fundadores fueron Alfredo Bianchi y Roberto Giusti. Su publicación fue entrecortada —en sus inicios sufrió fuertes problemas económicos—, con interrupciones en 1910, 1911, 1912, 1934, 1940. La muerte de Bianchi puso fin a la revista. En ella colaboraron autores argentinos y del extranjero. Su creación, según Emilio Zulueta, contribuyó «decisivamente a la "integración hispánica"». No debe confundirse con la revista homónima mexicana Nosotros, publicada entre 1912 y 1914.